# Supercopa de Italia 2023
La Supercopa de Italia 2023 (Supercoppa Italiana 2023 en italiano) fue la 36.ª edición de la Supercopa de Italia.
Fue la primera edición que contó con cuatro equipos cambiando el formato anterior de un partido único entre dos clubes.
Los partidos de esta edición se jugaron del 18 al 22 de enero de 2024, en Riad, capital de Arabia Saudita, más precisamente en el Al-Awwal Park, estadio del Al-Nassr FC de la Liga Profesional Saudí.

## Equipos participantes
|  | Napoli         |  | Campeón de la Serie A 2022-23        |
|  | Lazio          |  | Subcampeón de la Serie A 2022-23     |
|  | Internazionale |  | Campeón de la Copa Italia 2022-23    |
|  | Fiorentina     |  | Subcampeón de la Copa Italia 2022-23 |

## Cuadro
|  | Semifinales    | Semifinales    | Semifinales    |                |        | Final  | Final | Final |  |
|  |                |                |                |                |        |        |       |       |  |
|  |                |                |                |                |        |        |       |       |  |
|  | Napoli         | Napoli         | 3              |                |        |        |       |       |  |
|  | Napoli         | Napoli         | 3              |                |        |        |       |       |  |
|  | Fiorentina     | Fiorentina     | 0              |                |        |        |       |       |  |
|  | Fiorentina     | Fiorentina     | 0              |                | Napoli | Napoli | 0     |       |  |
|  |                |                |                |                | Napoli | Napoli | 0     |       |  |
|  |                |                | Internazionale | Internazionale | 1      |        |       |       |  |
|  | Internazionale | Internazionale | Internazionale | Internazionale | 1      | 3      |       |       |  |
|  | Internazionale | Internazionale |                |                |        | 3      |       |       |  |
|  | Lazio          | Lazio          | 0              |                |        |        |       |       |  |
|  | Lazio          | Lazio          | 0              |                |        |        |       |       |  |
|  |                |                |                |                |        |        |       |       |  |

## Semifinales
| Semifinal 1; 18 de enero de 2024 | Napoli                          | 3:0 (1:0) | Florentina | Al-Awwal Park, Riad                                                                 |                                                                                     |
| 22:00 (UTC+3)                    | - Simeone 22' - Zerbin 84', 86' | Reporte   |            | Asistencia: 9762 espectadores Árbitro(s): Federico La Penna VAR: Gianluca Aureliano | Asistencia: 9762 espectadores Árbitro(s): Federico La Penna VAR: Gianluca Aureliano |

| Uniformes |  |
|           |  |

| Semifinal 2; 19 de enero de 2024 | Internazionale                                      | 3:0 (1:0) | Lazio | Al-Awwal Park, Riad                                                              |                                                                                  |
| 22:00 (UTC+3)                    | - Thuram 17' - Çalhanoğlu 50' (pen.) - Frattesi 87' | Reporte   |       | Asistencia: 20 767 espectadores Árbitro(s): Matteo Marchetti VAR: Marco Di Bello | Asistencia: 20 767 espectadores Árbitro(s): Matteo Marchetti VAR: Marco Di Bello |

| Uniformes |  |
|           |  |

## Final

### Ficha
| 95    | POR   | Pierluigi Gollini     |     |
| 22    | DEF   | Giovanni Di Lorenzo   |     |
| 13    | DEF   | Amir Rrahmani         |     |
| 5     | DEF   | Juan Jesus            |     |
| 30    | MED   | Pasquale Mazzocchi    | 74' |
| 68    | MED   | Stanislav Lobotka     |     |
| 24    | MED   | Jens Cajuste          | 74' |
| 23    | MED   | Alessio Zerbin        | 58' |
| 21    | DEL   | Matteo Politano       | 70' |
| 18    | DEL   | Giovanni Simeone      |     |
| 77    | DEL   | Khvicha Kvaratskhelia | 70' |
| D. T. | D. T. | Walter Mazzarri       |     |

| 1     | POR   | Yann Sommer        |       |
| 28    | DEF   | Benjamin Pavard    |       |
| 15    | DEF   | Francesco Acerbi   |       |
| 6     | DEF   | Stefan de Vrij     | 62'   |
| 36    | MED   | Matteo Darmian     |       |
| 23    | MED   | Nicolò Barella     | 62'   |
| 20    | MED   | Hakan Çalhanoğlu   |       |
| 22    | MED   | Henrikh Mkhitaryan |       |
| 32    | MED   | Federico Dimarco   | 81'   |
| 10    | DEL   | Lautaro Martínez   | 90+3' |
| 9     | DEL   | Marcus Thuram      | 81'   |
| D. T. | D. T. | Simone Inzaghi     |       |

| 55 | DEF | Leo Østigård      | 58' |
| 29 | MED | Jesper Lindstrøm  | 70' |
| 70 | DEL | Gianluca Gaetano  | 70' |
| 6  | DEF | Mário Rui         | 74' |
| 81 | DEL | Giacomo Raspadori | 74' |

| 30 | DEF | Carlos Augusto     | 62'   |
| 16 | MED | Davide Frattesi    | 62'   |
| 8  | DEL | Marko Arnautović   | 81'   |
| 70 | DEL | Alexis Sánchez     | 81'   |
| 31 | DEF | Yann Aurel Bisseck | 90+3' |

| 90+1' | Lautaro Martínez | 0:1 |

| 42' · 46' · 55' · 90' | Amir Rrahmani Alessio Zerbin Giovanni Simeone Gianluca Gaetano |

| 44' · 48' · 55' · 90+2' | Hakan Çalhanoğlu Stefan de Vrij Nicolò Barella Lautaro Martínez |

| 60' | Giovanni Simeone |

| Principal  | Antonio Rapuano   |
| Asistentes | Valerio Colarossi |
|            | Alessio Tolfo     |
| Cuarto     | Marco Di Bello    |
| Quinto     | Luigi Rossi       |

| VAR            | Aleandro Di Paolo  |
| Asistentes VAR | Gianluca Aureliano |

|                    |     |     |
| Tiros              | 6   | 22  |
| Tiros a puerta     | 1   | 6   |
| Faltas             | 12  | 13  |
| Saques de esquina  | 1   | 8   |
| Fueras de juego    | 0   | 2   |
| Posesión del balón | 35% | 65% |

| Alineación inicial |

| 95    | POR   | Pierluigi Gollini     |     |
| 22    | DEF   | Giovanni Di Lorenzo   |     |
| 13    | DEF   | Amir Rrahmani         |     |
| 5     | DEF   | Juan Jesus            |     |
| 30    | MED   | Pasquale Mazzocchi    | 74' |
| 68    | MED   | Stanislav Lobotka     |     |
| 24    | MED   | Jens Cajuste          | 74' |
| 23    | MED   | Alessio Zerbin        | 58' |
| 21    | DEL   | Matteo Politano       | 70' |
| 18    | DEL   | Giovanni Simeone      |     |
| 77    | DEL   | Khvicha Kvaratskhelia | 70' |
| D. T. | D. T. | Walter Mazzarri       |     |

| 1     | POR   | Yann Sommer        |       |
| 28    | DEF   | Benjamin Pavard    |       |
| 15    | DEF   | Francesco Acerbi   |       |
| 6     | DEF   | Stefan de Vrij     | 62'   |
| 36    | MED   | Matteo Darmian     |       |
| 23    | MED   | Nicolò Barella     | 62'   |
| 20    | MED   | Hakan Çalhanoğlu   |       |
| 22    | MED   | Henrikh Mkhitaryan |       |
| 32    | MED   | Federico Dimarco   | 81'   |
| 10    | DEL   | Lautaro Martínez   | 90+3' |
| 9     | DEL   | Marcus Thuram      | 81'   |
| D. T. | D. T. | Simone Inzaghi     |       |

| 55 | DEF | Leo Østigård      | 58' |
| 29 | MED | Jesper Lindstrøm  | 70' |
| 70 | DEL | Gianluca Gaetano  | 70' |
| 6  | DEF | Mário Rui         | 74' |
| 81 | DEL | Giacomo Raspadori | 74' |

| 30 | DEF | Carlos Augusto     | 62'   |
| 16 | MED | Davide Frattesi    | 62'   |
| 8  | DEL | Marko Arnautović   | 81'   |
| 70 | DEL | Alexis Sánchez     | 81'   |
| 31 | DEF | Yann Aurel Bisseck | 90+3' |

| 90+1' | Lautaro Martínez | 0:1 |

| 42' · 46' · 55' · 90' | Amir Rrahmani Alessio Zerbin Giovanni Simeone Gianluca Gaetano |

| 44' · 48' · 55' · 90+2' | Hakan Çalhanoğlu Stefan de Vrij Nicolò Barella Lautaro Martínez |

| 60' | Giovanni Simeone |

| Principal  | Antonio Rapuano   |
| Asistentes | Valerio Colarossi |
|            | Alessio Tolfo     |
| Cuarto     | Marco Di Bello    |
| Quinto     | Luigi Rossi       |

| VAR            | Aleandro Di Paolo  |
| Asistentes VAR | Gianluca Aureliano |

|                    |     |     |
| Tiros              | 6   | 22  |
| Tiros a puerta     | 1   | 6   |
| Faltas             | 12  | 13  |
| Saques de esquina  | 1   | 8   |
| Fueras de juego    | 0   | 2   |
| Posesión del balón | 35% | 65% |

| Alineación inicial |

| 95    | POR   | Pierluigi Gollini     |     |
| 22    | DEF   | Giovanni Di Lorenzo   |     |
| 13    | DEF   | Amir Rrahmani         |     |
| 5     | DEF   | Juan Jesus            |     |
| 30    | MED   | Pasquale Mazzocchi    | 74' |
| 68    | MED   | Stanislav Lobotka     |     |
| 24    | MED   | Jens Cajuste          | 74' |
| 23    | MED   | Alessio Zerbin        | 58' |
| 21    | DEL   | Matteo Politano       | 70' |
| 18    | DEL   | Giovanni Simeone      |     |
| 77    | DEL   | Khvicha Kvaratskhelia | 70' |
| D. T. | D. T. | Walter Mazzarri       |     |

| 1     | POR   | Yann Sommer        |       |
| 28    | DEF   | Benjamin Pavard    |       |
| 15    | DEF   | Francesco Acerbi   |       |
| 6     | DEF   | Stefan de Vrij     | 62'   |
| 36    | MED   | Matteo Darmian     |       |
| 23    | MED   | Nicolò Barella     | 62'   |
| 20    | MED   | Hakan Çalhanoğlu   |       |
| 22    | MED   | Henrikh Mkhitaryan |       |
| 32    | MED   | Federico Dimarco   | 81'   |
| 10    | DEL   | Lautaro Martínez   | 90+3' |
| 9     | DEL   | Marcus Thuram      | 81'   |
| D. T. | D. T. | Simone Inzaghi     |       |

| 55 | DEF | Leo Østigård      | 58' |
| 29 | MED | Jesper Lindstrøm  | 70' |
| 70 | DEL | Gianluca Gaetano  | 70' |
| 6  | DEF | Mário Rui         | 74' |
| 81 | DEL | Giacomo Raspadori | 74' |

| 30 | DEF | Carlos Augusto     | 62'   |
| 16 | MED | Davide Frattesi    | 62'   |
| 8  | DEL | Marko Arnautović   | 81'   |
| 70 | DEL | Alexis Sánchez     | 81'   |
| 31 | DEF | Yann Aurel Bisseck | 90+3' |

| 90+1' | Lautaro Martínez | 0:1 |

| 42' · 46' · 55' · 90' | Amir Rrahmani Alessio Zerbin Giovanni Simeone Gianluca Gaetano |

| 44' · 48' · 55' · 90+2' | Hakan Çalhanoğlu Stefan de Vrij Nicolò Barella Lautaro Martínez |

| 60' | Giovanni Simeone |

| Principal  | Antonio Rapuano   |
| Asistentes | Valerio Colarossi |
|            | Alessio Tolfo     |
| Cuarto     | Marco Di Bello    |
| Quinto     | Luigi Rossi       |

| VAR            | Aleandro Di Paolo  |
| Asistentes VAR | Gianluca Aureliano |

|                    |     |     |
| Tiros              | 6   | 22  |
| Tiros a puerta     | 1   | 6   |
| Faltas             | 12  | 13  |
| Saques de esquina  | 1   | 8   |
| Fueras de juego    | 0   | 2   |
| Posesión del balón | 35% | 65% |

| Alineación inicial |

| 95    | POR   | Pierluigi Gollini     |     |
| 22    | DEF   | Giovanni Di Lorenzo   |     |
| 13    | DEF   | Amir Rrahmani         |     |
| 5     | DEF   | Juan Jesus            |     |
| 30    | MED   | Pasquale Mazzocchi    | 74' |
| 68    | MED   | Stanislav Lobotka     |     |
| 24    | MED   | Jens Cajuste          | 74' |
| 23    | MED   | Alessio Zerbin        | 58' |
| 21    | DEL   | Matteo Politano       | 70' |
| 18    | DEL   | Giovanni Simeone      |     |
| 77    | DEL   | Khvicha Kvaratskhelia | 70' |
| D. T. | D. T. | Walter Mazzarri       |     |

| 1     | POR   | Yann Sommer        |       |
| 28    | DEF   | Benjamin Pavard    |       |
| 15    | DEF   | Francesco Acerbi   |       |
| 6     | DEF   | Stefan de Vrij     | 62'   |
| 36    | MED   | Matteo Darmian     |       |
| 23    | MED   | Nicolò Barella     | 62'   |
| 20    | MED   | Hakan Çalhanoğlu   |       |
| 22    | MED   | Henrikh Mkhitaryan |       |
| 32    | MED   | Federico Dimarco   | 81'   |
| 10    | DEL   | Lautaro Martínez   | 90+3' |
| 9     | DEL   | Marcus Thuram      | 81'   |
| D. T. | D. T. | Simone Inzaghi     |       |

| 55 | DEF | Leo Østigård      | 58' |
| 29 | MED | Jesper Lindstrøm  | 70' |
| 70 | DEL | Gianluca Gaetano  | 70' |
| 6  | DEF | Mário Rui         | 74' |
| 81 | DEL | Giacomo Raspadori | 74' |

| 30 | DEF | Carlos Augusto     | 62'   |
| 16 | MED | Davide Frattesi    | 62'   |
| 8  | DEL | Marko Arnautović   | 81'   |
| 70 | DEL | Alexis Sánchez     | 81'   |
| 31 | DEF | Yann Aurel Bisseck | 90+3' |

| 90+1' | Lautaro Martínez | 0:1 |

| 42' · 46' · 55' · 90' | Amir Rrahmani Alessio Zerbin Giovanni Simeone Gianluca Gaetano |

| 44' · 48' · 55' · 90+2' | Hakan Çalhanoğlu Stefan de Vrij Nicolò Barella Lautaro Martínez |

| 60' | Giovanni Simeone |

| Principal  | Antonio Rapuano   |
| Asistentes | Valerio Colarossi |
|            | Alessio Tolfo     |
| Cuarto     | Marco Di Bello    |
| Quinto     | Luigi Rossi       |

| VAR            | Aleandro Di Paolo  |
| Asistentes VAR | Gianluca Aureliano |

|                    |     |     |
| Tiros              | 6   | 22  |
| Tiros a puerta     | 1   | 6   |
| Faltas             | 12  | 13  |
| Saques de esquina  | 1   | 8   |
| Fueras de juego    | 0   | 2   |
| Posesión del balón | 35% | 65% |

| Alineación inicial |

| Supercopa de Italia      |
|                          |
| Campeón                  |
| Internazionale 8° título |